# 北東部家庭用ヒーティングオイル備蓄
北東部家庭用ヒーティングオイル備蓄（ほくとうぶかていようヒーティングオイルびちく、英語：Northeast Home Heating Oil Reserve）とは、アメリカ北東部でヒーティングオイル（暖房用の石油製品の一種）を使用する約530万世帯の家庭の為のヒーティングオイルの備蓄であり、2000年7月に創設された。

## 沿革
2000年7月10日にアメリカのビル・クリントン大統領は、ビル・リチャードソンエネルギー長官に石油備蓄の一部をなすものとして、アメリカ北東部に200万バレルのヒーティングオイルの備蓄を創設するよう指示した。これは民間の石油会社が供給の途絶または寒い冬による需要の一時的増加に対処する為の十分な余裕を確保する一方で、価格上昇とそれによる供給力の増強を抑制してしまうほどの過剰な備蓄量とはならないよう意図したものであった。

## 備蓄基地
- Amerada Hess Corp.、ウッドブリッジ (ニュージャージー州) - 100万バレル
- Magellan Midstream Partners, L.P.、ニューヘイブン (コネチカット州) - 50万バレル
- Motiva Enterprises、ニューヘイブン (コネチカット州) - 25万バレル
- Motiva Enterprises、プロビデンス (ロードアイランド州) - 25万バレル